# 프로그래밍의 도
《프로그래밍의 도(道)》는 1987년에 제프리 제임스가 쓴 책이다. 《도덕경》을 패러디해서 컴퓨터 프로그래밍과 관련된 이야기를 다음과 같은 9권의 내용으로 분류했다.
1. 무 (無)
2. 고대(古代)의 도사들
3. 설계
4. 코딩
5. 유지
6. 관리
7. 운용의 묘
8. 하드웨어와 소프트웨어
9. 발문(跋文)

'소스 코드는 짧고 간결하게 유지해야 한다', '관리자는 업무 이외에 과도하게 프로그래머에게 간섭해서는 안 된다'등 프로그래밍과 관련된 이야기를 유머를 섞어서 정리했다.